# بيدرو بيريرا (لاعب كرة قدم برتغالي)
بيدرو بيريرا هو لاعب كرة قدم برتغالي، ولد في 28 يوليو 1978 في لشبونة في البرتغال. لعب مع Seixal F.C. ‏.

## وصلات خارجية
- بيدرو بيريرا (لاعب كرة قدم برتغالي) على موقع قاعدة بيانات كرة القدم.إي يو (الإنجليزية)